# Betty Thomas
Betty Thomas (Saint Louis, Misuri, 27 de julio de 1947) es una actriz y directora estadounidense.
Se graduó en la Universidad de Ohio como Bachiller en Artes. Trabajó como artista en Chicago antes de dedicarse a ser actriz profesional.
Thomas se unió al grupo de comedia The Second City y apareció en películas como Tunnel Vision (1975), Chesty Anderson, USN (1976), Used Cars (1980) y Loose Shoes (1980) y en la serie de televisión The Fun Factory (1976).
Mientras Thomas desarrollaba su carrera en la comedia, obtuvo un papel en el drama policial Hill Street Blues, como la oficial Lucille Bates (1981-1987). Fue nominada para seis Premios Primetime Emmy por este rol, ganando uno a la mejor actriz de reparto en 1985.
Al final de la serie, trabajó en otras producciones para televisión como Doogie Howser, M.D., Dream On, Hooperman, Mancuso, FBI, Midnight Caller, On the Air, Parenthood, Shannon's Deal, Sons and Daughters, y Star Trek: The Next Generation y películas para televisión como Couples (1994) y My Breast (1994). Ganó sendos Premios Emmys por su dirección en Dream On en 1990 y My Breast en 1994.
Como directora de cine, debutó en 1992 con Only You. Luego de este éxito, dirigió las películas The Brady Bunch Movie (1995), The Late Shift (1996), Private Parts (1997), Dr. Dolittle (1998), 28 Days (2000), y I Spy (2002).
Además, ha producido muchas películas, como por ejemplo Can't Hardly Wait (1998), Los ángeles de Charlie (2000), y Surviving Christmas (2004).
- Wikimedia Commons alberga una categoría multimedia sobre Betty Thomas.

- Datos: Q254732
- Multimedia: Betty Thomas / Q254732